# Cîrnățenii Noi
Cîrnățenii Noi è un comune della Moldavia situato nel distretto di Căușeni di 1.813 abitanti al censimento del 2004

## Località
Il comune è formato dall'insieme delle seguenti località: (popolazione 2004)
- Cîrnățenii Noi (1.454 abitanti)
- Sălcuța Nouă (359 abitanti)